# Symphyacanthida
Die Symphyacanthida sind eine Ordnung einzelliger, mariner Lebewesen aus der Gruppe der Acantharia.

## Beschreibung
Die Skelette der Symphyacanthida weisen 20 Stacheln auf. Die Zellen sind rund bis länglich-rund. Die Ansätze der Stacheln sind in Schwefelsäure nicht löslich und im Zentrum der Zelle zu einer kleinen kugel- oder sternartigen Masse verschmolzen. Das Endoplasma ist zweilagig. Die innere Lage enthält die Zellkerne und ist braun, gelb oder rötlich pigmentiert, die äußere weist anastomosierende Zytoplasmafortsätze sowie axopodiale Axoneme auf.
Die trennende Kapselwand ist lichtmikroskopisch klar zu erkennen und von netzartiger Gestalt. Das Ektoplasma ist durchsichtig. Auch der periplasmatische Cortex ist lichtmikroskopisch erkennbar, er ist als elastisches Gitter ausgeprägt, durch dessen zahlreiche Poren die Axopodien hervorstehen. Die Myoneme sind flach. Die Gametogenese findet in einer Gamontozyste statt.

## Systematik
Die Ordnung wurde 1926 von Wladimir Schewiakoff erstbeschrieben, sie enthält drei Familien mit neun Gattungen:
- Amphilithidae
  - Amphilithium
  - Amphibelone
- Astrolithidae
  - Heliolithium
  - Acantholithium
  - Astrolithium
  - Astrolonche
- Pseudolithidae
  - Pseudolithium
  - Dicranophora
  - Haliommatidium

Es gibt Hinweise darauf, dass die Ordnung paraphyletisch ist, weil die als diagnostisches Merkmal genutzte Verschmelzung der Stachelansätze auch in anderen Ordnungen der Acantharia auftritt.
Fossile Nachweise zu den Symphyacantida fehlen.

## Nachweise
1. 1 2 3  
Colette Febvre, Jean Febvre, Anthony Michaels: Acantharia. In: John J. Lee, G. F. Leedale, P. Bradbury (Hrsg.): An Illustrated Guide to the Protozoa. Band 2. Allen, Lawrence 2000, ISBN 1-891276-23-9, S. 793 (englisch).
2. 1 2  
Palaeos Eukarya: Rhizaria: Acantharea. palaeos.com; abgerufen am 7. Januar 2012.